# Chiesa di Santa Maria Assunta (La Villa, Badia)
La chiesa di Santa Maria Assunta a Badia è la chiesa parrocchiale della frazione di La Villa. Fu costruita a partire dal 1516 e ampliata a più riprese nel 1888 e nel 1953.

## Descrizione
Presenta una semplice facciata con oculo centrale. L'interno ha una volta a botte con lunette e costoloni, con decorazioni malta. L'abside è a tre lati. i dipinti sul soffitto, risalenti al 1897, sono un'opere giovanile di Johann Matthias Pescoller (1875-1951).
La chiesa è affiancata da una snella torre campanaria cuspidata. In cella sono presenti 4 campane in Solb3 crescente (Solb3, Sib3, Reb4, Mib4) elettrificate a slancio tirolese fuse da Cavadini nel 1921. È anche presente la campana dell'agonia a slancio normale.